# Lygidolon laevigatum
Lygidolon laevigatum là một loài côn trùng trong họ Miridae. Loài này được Reuter miêu tả khoa học đầu tiên năm 1907.
Đây là loài gây hại của cây Acacia mearnsi, phát triển phổ biến ở Nam Phi.